# Maiasaura
Maiasaura („Gute-Mutter-Echse“) ist eine Gattung von Entenschnabeldinosauriern aus der Oberkreide von Nordamerika. Der Pflanzenfresser lebte wie vermutlich alle Hadrosauriden in Herden und brütete in Kolonien. Maiasaura wurde von dem bekannten Paläontologen Jack Horner anhand von Fossilien aus den Gesteinen der Two-Medicine-Formation im US-Bundesstaat Montana wissenschaftlich beschrieben, woher alle bis heute bekannten Überreste stammen. Die bislang einzige beschriebene Art ist Maiasaura peeblesorum.

## Merkmale
Der Körper von Maiasaura wies offenbar keinen Rückenkamm oder Panzer auf. Stattdessen befand sich ein kleiner Kamm über den Augen, der eventuell bei Rangkämpfen zum Einsatz gekommen sein könnte. Ein weiteres Merkmal war der für Hadrosaurier typische Entenschnabel, der mit bis zu 2000 Zähnen ausgestattet war. Maiasaura erreichte vermutlich ein Gewicht von zwei bis drei Tonnen, wurde etwa sieben Meter lang und konnte sich sowohl quadruped als auch biped fortbewegen.

## Entdeckungsgeschichte
Der erste Knochenfund, der Maiasaura zugeschrieben wurde, datiert aus dem Jahre 1979. Der damals von Laurie Trexie gefundene Schädel wurde von Jack Horner und Robert Makela als Holotyp für ihre Erstbeschreibung der Gattung genutzt. Der Gattungsname verweist auf die griechische Göttin Maia, die „gute Mutter“. Zudem wählten die Forscher die feminine Form der latinisierten Endung -saurus: -saura. Das Epitheton soll an die Familie Peebles erinnern, auf deren Land die Funde damals entdeckt wurden.
Da in unmittelbarer Nähe des Fundortes des Holotyps auch etliche Nester mit den Überresten von Jungtieren gefunden wurden, wird angenommen, dass Jungtiere nach dem Schlüpfen als Nestlinge noch für einen gewissen Zeitraum von erwachsenen Tieren versorgt wurden. Zum damaligen Zeitpunkt waren dies die ersten Indizien dafür, dass bestimmte Dinosaurierarten eine aktive Brutpflege betrieben. Inzwischen wurden über 200 verschiedene Individuen aller Altersstufen gefunden.
Die ersten Dinosaurierfossilien im Weltraum stammten von Maiasaura peeblesorum, die 1985 von Loren Acton während der Spacelab2-Mission mitgeführt wurden.

## Paläobiologie

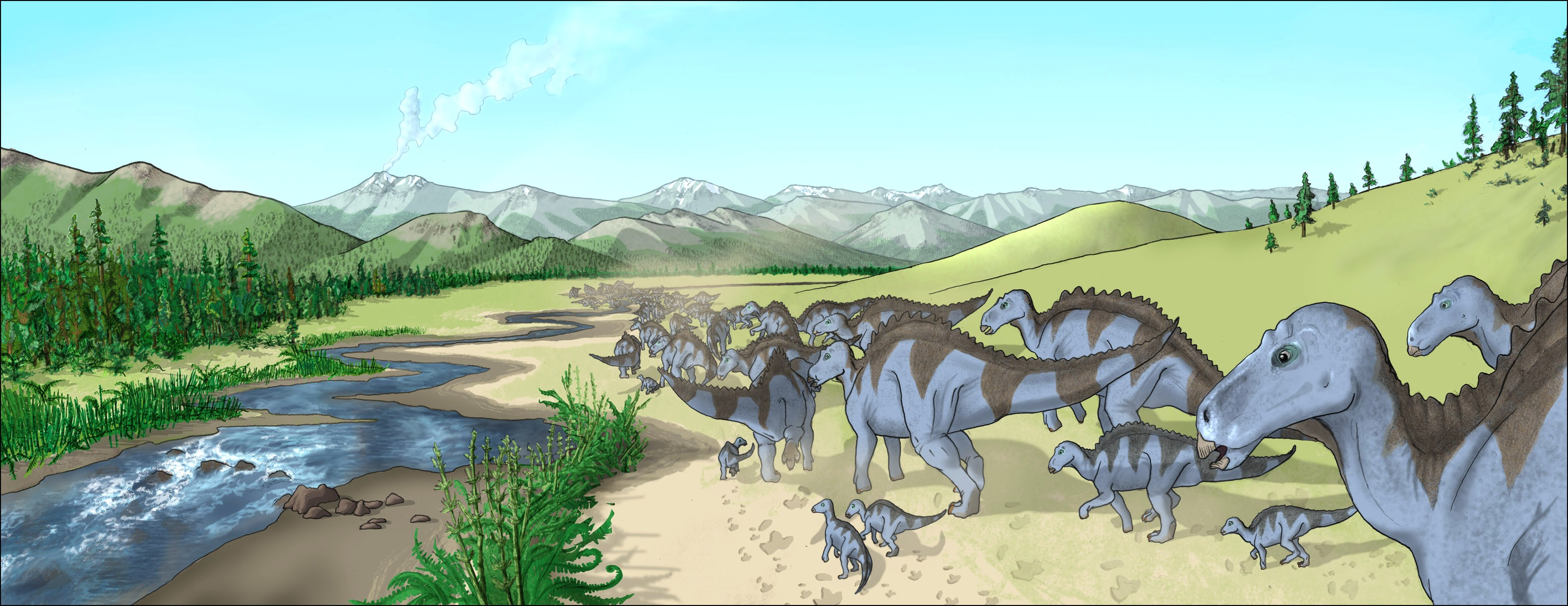
Eine Herde Maiasaura wandert entlang eines Bachbetts in einer semiariden, z. T. mit Vulkanasche bedeckten Landschaft, die heute die Two-Medicine-Formation bildet. Die Vegetation war geprägt von Kiefernartigen, Farnen und Schachtelhalmen

Maiasaura lebte in riesigen Herden von möglicherweise bis zu 10.000 Tieren, was aufgrund des Fehlens sonstiger Verteidigungsmechanismen wohl der einzige Schutz der Tiere vor Fressfeinden war. Dementsprechend wurde auch in Kolonien gebrütet. Dabei wurden die Nester sehr kompakt angelegt: Mit ca. sieben Metern betrug der Abstand zwischen den einzelnen Brutplätzen gerade einmal die Länge eines ausgewachsenen Tieres. In das aus Erde aufgeschichtete Nest legten die Weibchen ca. 30–40 Eier in einer kreis- bzw. spiralförmigen Anordnung. Die Größe der Eier ist dabei mit denen heute lebender Strauße vergleichbar. Die zur Ausbrütung benötigte Wärme wurde wahrscheinlich durch verrottendes Pflanzenmaterial erzeugt, das die Elterntiere ins Nest legten.
Kurz nach dem Schlüpfen waren die Jungtiere etwa 40 Zentimeter lang, wuchsen jedoch innerhalb des ersten Lebensjahres um gut das Dreieinhalbfache. Diese hohe Wachstumsrate in jungen Jahren könnte ein Indiz dafür sein, dass die Tiere Warmblüter waren. Eine Studie aus dem Jahr 2015 legt nahe, dass sich Jungtiere hauptsächlich bipedal fortbewegten und erst während des Heranwachsens zum vierfüßigen Gang wechselten. Woodward et al. modellierten anhand einer Stichprobe von 50 Maiasaura-Schienbeinknochen den typischen Lebenslauf eines Tieres und kamen dabei zu dem Ergebnis, dass beinahe 90 % der Tiere das erste Lebensjahr nicht überlebten. Nach zwei Jahren sank die Sterblichkeitsrate allerdings auf 12,7 %, um dann wieder ab dem achten Lebensjahr auf 44,4 % zu steigen. Zudem wird vermutet, dass die Tiere nach drei Jahren geschlechtsreif und nach acht Jahren ausgewachsen waren.

### Ernährung
Maiasaura war keinesfalls wählerisch, was Nahrung anging. So dürften neben Farnen auch Holz, Rinde, Zweige, Blüten, Blätter und möglicherweise ebenfalls Gräser auf dem Speiseplan gestanden haben.

### Geschlechtsdimorphismus
Saitta et al. kamen aufgrund statistischer Analysen der bekannten Fossilbestände zu dem Schluss, dass es bezüglich der Körpergröße deutliche Unterschiede zwischen männlichen und weiblichen Maiasaura gegeben haben könnte. Die Ergebnisse sprechen für einen Unterschied von etwa 45 %. Welchem Geschlecht die größeren Individuen angehörten, ließ sich jedoch nicht feststellen.

## Paläoökologie
Sämtliche Überreste, die Maiasaura zugeschrieben werden, stammen aus dem mittleren Teil der Two-Medicine-Formation und lassen sich daher auf ein Alter von ungefähr 76,4 Millionen Jahren datieren. Zur damaligen Zeit war das Gebiet des heutigen US-Bundesstaats Montana von großen Flüssen durchzogen. Diese stetige Bewässerung machte eine große Artenvielfalt bei Tieren und Pflanzen möglich, allerdings führten immer wiederkehrende Dürren auch zu Massensterben, was etwa durch die große Anzahl an Bonebeds belegt wird. Die damaligen Verhältnisse lassen sich mit denen im heutigen Ostafrika vergleichen.
Diesen Lebensraum teilte sich Maiasaura mit verschiedensten Theropoden wie Troodon, Orodromeus und dem Tyrannosaurier Daspletosaurus. Allerdings wurden in denselben Gesteinsschichten auch die Überreste zweier anderer Hadrosauriergattungen gefunden: Hypacrosaurus und Gryposaurus. Nach dem Aussterben Maiasauras existierten diese beiden Gattungen teilweise weiter und generell lassen die Fossilienfunde ab diesem Zeitpunkt der Kreidezeit auf eine große Diversifizierung der Ornithischia im Gebiet der Two-Medicine-Formation schließen.